# Francesco Bruni (linguista)
Francesco Bruni (Perugia, 19 marzo 1943 – 24 giugno 2025) è stato un linguista, storico della letteratura e italianista italiano.
È stato socio dell'Accademia della Crusca, dell'Istituto veneto di scienze, lettere e arti, dell'Accademia degli Agiati e condirettore della rivista Lingua e stile.

## Biografia
Ha studiato Lettere classiche all'Università di Napoli, allievo di Salvatore Battaglia, con cui si laureò il 5 luglio 1965, discutendo una tesi di filologia romanza dal titolo Problemi e discussioni di "Poetica" aristotelica: Sperone Speroni, Benedetto Varchi, Alessandro Piccolomini.
Dopo la laurea, ha tenuto le cattedre napoletane di Filologia romanza (1.8.1965 - 31.7.1966), e di Letteratura italiana (1.8.1966 - 31.10.1975). Negli stessi anni ha ottenuto incarichi di insegnamento all'Università di Bari (1970/71, "Storia della grammatica e della lingua italiana") e all'Università di Salerno ("Storia della lingua italiana", dal 1971 al 1975 e "Storia della Letteratura italiana" nel 1974-75)
Dal 1975 al 1988 ha avuto un incarico straordinario all'Università di Bari per l'insegnamento di "Storia della lingua italiana", divenendo nel mentre professore ordinario. Dall'anno accademico 1988/1989 ha insegnato "Storia della grammatica e della lingua italiana" presso il Magistero dell'Università di Verona.
Si è anche direttamente dedicato all'insegnamento della lingua italiana, con corsi rivolti sia a parlanti di madre lingua, sia a discenti di seconda lingua: in questo campo, ha tenuto corsi all'Università per Stranieri di Perugia e, nel 1981, su incarico della RAI, ha realizzato un corso video rivolto all'apprendimento dell'italiano come seconda lingua da parte di parlanti della lingua araba.
Dal 1991 si è trasferito all'Università Ca' Foscari Venezia, per insegnare alla cattedra di "Storia della lingua italiana" (da lui già tenuta come supplente nei due anni accademici precedenti: 1989/1990 e 1990/1991), incarico durato fino al pensionamento, nel 2010.
È autore, per la casa editrice UTET, di un manuale di storia della lingua italiana (L'italiano. Elementi di storia della lingua e della cultura. Testi e documenti, 1984), inserito anche come volume a sé stante del "Grande Dizionario Enciclopedico".

### Collaborazioni editoriali
- Lexikon des Mittelalters, quale contributore.
- Italian Medieval and Renaissance Texts and Studies, membro del comitato editoriale della collana, diretta da Vincent Moleta (Università dell'Australia Occidentale) e pubblicata da Olschki).
- "Otto-Novecento ritrovato", collana edita da Liguori, di cui è stato direttore insieme ad Antonio Palermo.
- "Romanica neapolitana", collana editoriale Liguori, di cui è stato direttore con Alberto Varvaro.
- L'italiano nelle regioni, collana Utet.
- Storia della lingua italiana, collana della casa editrice Il Mulino, in qualità di direttore.

Riviste
- "Rivista italiana di dialettologia" (membro del comitato editoriale).

## Opere
- Benedetto Croce e la cultura a Napoli nel secondo Ottocento: continuità e rotture, 1902-1915, Gaetano Macchiaroli Editore, 1983
- L'italiano. Elementi di storia della lingua e della cultura. Testi e documenti, UTET, 1984 ISBN 88-02-03808-2
- Testi e chierici del medioevo, Marietti, 1991 ISBN 978-88-211-6621-1
- (con Giovanni Nencioni), Storia della lingua italiana: la lingua di Manzoni, Il Mulino, 1993 ISBN 978-88-15-04173-9
- L'Italiano nelle regioni, UTET, 1994 ISBN 978-88-02-04816-1
- Manuale di scrittura e comunicazione: per la cultura personale, per la scuola, per l'università, Zanichelli, 1997 ISBN 978-88-08-17722-3
- (con Serena Fornasiero, Silvana Tamiozzo Goldmann), Manuale di scrittura professionale: dal curriculum vitae ai documenti aziendali, Zanichelli, 1997 ISBN 978-88-08-00323-2
- (con Tommaso Raso), Manuale dell'italiano professionale: teoria e didattica, Zanichelli, 2002 ISBN 978-88-08-03245-4
- La città divisa: le parti e il bene comune da Dante a Guicciardini, Il Mulino, 2003 ISBN 978-88-15-09374-5
- L'italiano letterario nella storia, Il Mulino, 2007 ISBN 978-88-15-11375-7
- Italia. Vita e avventure di un'idea, Il Mulino, 2010 ISBN 978-88-15-13955-9
- L'italiano fuori d'Italia, Cesati, Firenze 2013 ISBN 978-88-7667-454-9
- Collana editoriale Presente storico della Fondazione Giorgio Cini: 
  - "Leggiadre donne...": novella e racconto breve in Italia, Vol. 14, Marsilio, 2000 ISBN 978-88-317-7511-3
  - "Le donne, i cavalier, l'arme, gli amori". Poema e romanzo: la narrativa lunga in Italia, Vol 18, Marsilio, 2001 ISBN 978-88-317-7779-7
  - La maschera e il volto: il teatro in Italia, Vol. 22, Marsilio, 2002 ISBN 978-88-08-03245-4
  - In quella parte del libro de la mia memoria: verità e finzioni dell'"io" autobiografico, Vol. 26, Fondazione Giorgio Cini, Marsilio, 2003 ISBN 978-88-317-8290-6